# Paulo Jr.
Paulo Xisto Pinto Júnior (Belo Horizonte, 30 de abril de 1969) é um músico brasileiro, baixista da banda Sepultura, sendo o único membro da formação original ainda no grupo.

## Biografia
Paulo cresceu com seus dois irmãos e sua irmã. Seu pai era um advogado. Em uma entrevista, Paulo agradeceu a seus pais por apoiarem a banda quando estavam começando. Seus hobbies incluem jiu-jitsu e futebol, inclusive, Paulo é um ilustre torcedor do Clube Atlético Mineiro. Suas influências são Steve Harris, Geddy Lee, Geezer Butler, Cliff Burton e Gene Simmons.
No dia 21 de abril de 2008 Paulo foi agraciado com a Medalha da Inconfidência, uma das maiores condecorações oficiais do país. A cerimônia foi realizada na Praça Tiradentes, em Ouro Preto; sendo a cerimônia comandada pelo então governador Aécio Neves. A Medalha da Inconfidência foi criada em 1952 por Juscelino Kubitschek quando governador de Minas Gerais, para homenagear personalidades que contribuíram para o desenvolvimento do estado e do Brasil.

## Carreira

### Sepultura
Em 1984, Paulo Jr. conheceu os irmãos Max e Igor Cavalera em Belo Horizonte e, em 1985, ele entrou para o Sepultura. Xisto tocou em seu primeiro show no Ideal Club em Santa Teresa.

## Discografia
Sepultura
- 1985 - Bestial Devastation
- 1986 - Morbid Visions
- 1987 - Schizophrenia
- 1989 - Beneath the Remains
- 1991 - Arise
- 1993 - Chaos A.D.
- 1996 - Roots
- 1998 - Against
- 2001 - Nation
- 2002 - Revolusongs
- 2003 - Roorback
- 2006 - Dante XXI
- 2009 - A-Lex
- 2011 - Kairos
- 2013 - The Mediator Between Head and Hands Must Be the Heart
- 2017 - Machine Messiah
- 2020 - Quadra

The Unabomber Files
- 2013 - The Unabomber Files

### Como músico convidado
Eminence
- 2013 - The Stalker